# Fabri Fibra
Fabrizio Tarducci, conocido como Fabri Fibra o Eminem Italiano (Senigallia, 17 de octubre de 1976), es un rapero italiano, hermano mayor del cantante Nesli.

## Biografía
Debutó en el ambiente del rap underground a mitad de los años noventa, formando parte de diferentes grupos musicales de hip hop como Uomini di mare, Custodi del Tempo, Teste Movili y Piante Grasse.
Luego de su debut como solista en 2002 con el disco Turbe giovanili, obtuvo gran éxito en 2004 con Mr. simpatía, lo que lo llevó, en 2006, a firmar un contrato con la empresa discográfica Universal, con la cual publicó el álbum Tradimento en 2006, de gran éxito, atrayendo más público.
Sucesivamente, publicó otros discos con la misma discografía, con temas como "Applausi per Fibra", "Bugiardo", "In Italia", "Vip in trip" y "Tranne te.
A finales del 2007, publicó Bugiardo, disco con el que vuelve a hacer mella en el rap italiano con colaboraciones de Jack the Smoker, Giannna Nannini, Nesli, Vacca, y producciones de Amadeus, Big Fish, Nesli, Mastermind, Djnais, Medeline.
Obtuvo el disco de oro y de platino.
En 2009 sacó un disco de 10 canciones más un DVD documental de la gira 2008 y de su fama con colaboraciones de Noyz Narcos, Dargen Damico, Vicenzo da Vianfossi, Federico Zampiglioni, Supa y Daniele Vit. En este disco cuenta con sus productores frecuentes. Obtuvo el disco de oro.
En 2010 publicó la reedición de su primer LP y un web álbum para descarga libre llamado Quorum, que sirvió de adelanto para el siguiente disco, Controcultura.
Una vez publicado Controcultura, consigue disco de oro y de platino con colaboraciones de Dargen Damico, Marracash, Mr Entics, Dj Double S.
En 2011 ha publicado Venerdi 17 mixtape con Dargen Damico, Pula, Dj Myke, Dj Double S, Dj Nais, Marracash, Mr entics, Redman, Soprano y Danti como colaboradores. A finales de marzo había conseguido 600.000 descargas.
El contenido de sus discos ha dado lugar a debates sobre los textos de las canciones, objeto de muchas polémicas e, incluso, censuras como sucedió con el tema musical Cuore di Latta.

## Premios y reconocimientos
- 2006 Disco de oro y platino por el álbum Tradimento[1]
- 2008 Disco de platino por el álbum Bugiardo[2]
- 2008 Wind Music Awards premio FIMI
- 2010 Disco de oro por la canción Vip in Trip[3]
- 2010 Disco de oro por el álbum Controcultura.[4]
- 2011 Disco de oro por la canción Tranne Te[5]
- 2011 Disco de platino por el álbum Controcultura[4]

## Discografía
| - Uomini di mare - 1996 - Dei di mare quest'el gruv' - 1999 - Sindrome di fine millennio (EP) - 1999 - Sindrome di fine millennio - 2004 - Lato & Fabri Fibra - Qustodi del tempo - 1997 - Il rapimento del Vulplà - Basley Click - 2001 - Basley Click - The Album - Teste Mobili - 2001 - Dinamite Mixtape | - 2002 - Turbe giovanili - 2004 - Mr. Simpatía - 2006 - Tradimento - 2006 - Tradimento + Pensieri scomodi - 2007 - Bugiardo - 2009 - Chi vuole essere Fabri Fibra? - 2010 - Quorum (web-album) - 2010 - Controcultura - 2011 - Rapstar (con Clementino) - 2012 - Casus Belli (EP) - 2013 - Guerra e Pace - 2015 - Squallor - 2017 - Fenomeno - 2022 - Caos |

Además de estos discos ha participado en canciones de otros artistas como su hermano o Gianna Nannini.